# Джеймс Девід Арчібальд
Джеймс Девід Арчібальд (англ. James David Archibald; нар. 23 березня 1950) — американський зоолог та палеонтолог хребетних тварин, фахівець з викопних та сучасних ссавців. Також відомий дослідженнями масового крейдового вимирання.

## Біографія
Арчібальд закінчив у 1972 році Кентський університет. У 1977 році отримав ступінь доктора філософії з палеонтології в Каліфорнійському університеті в Берклі. Будучи аспірантом, він був викладачем в Єльському університеті. З 1979 року він був доцентом Єльського університету та куратором ссавців у Музеї природознавства Пібоді. У 1983 році він став професором Університету штату Каліфорнія в Сан-Дієго та куратором ссавців у місцевому музеї.
Він досліджував зміну фауни, особливо ссавців, під час масового вимирання на крейдово-третинному кордоні. Арчібальд є прибічником теорії поступового вимирання, яке спричинене земними впливами (відступаючі моря, особливо Західне внутрішнє море, вулканізм, фрагментація середовища проживання), з додатковим впливом удару астероїдів. Він виявив, що ще до метеритного удару кількість видів динозаврів у Північній Америці зменшилася на 40 %.
З 1994 по 2006 роки він був учасником міжнародних експедицій з дослідження викопної фауни пізньої крейди (90 мільйонів років тому) на узбережжі внутрішнього моря Узбекистану. Він досліджував фауну ссавців (де панували вищі ссавці) та зміну фауни.